# Premi de narrativa infantil Vicent Silvestre
El Premi de narrativa infantil Vicent Silvestre és un premi literari de novel·la en valencià per a un públic infantil. Està organitzat per l'editorial Bromera i l'ajuntament d'Alzira (València), dins del grup de Premis Literaris Ciutat d'Alzira i s'atorga des del 1996. L'any 2016 estava dotat amb 2.500 €.

## Llista de premiats[2][3]
- 1996: Enric Lluch i Girbés, per L'àngel propulsat i el dimoni emplomat[4]
- 1997: Mercé Viana, per El cas misteriós de la lletra malalta[5]
- 1998: Maria Jesús Bolta, per Qui t'ha dit que el món era blanc?[6]
- 1999: Jesús Cortés, per L'ull de la mòmia[7]
- 2000: Joan Pla, per L'autobús d'aniràs i no tornaràs[8]
- 2001: Vicent Marçà, per La fada masovera[9]
- 2002: Llucià Vallés, per L'illa de les foques[10]
- 2003: Francesc Gisbert, per Misteris SL[11]
- 2004: Teresa Broseta, per Les costures del món[12]
- 2005: Ferran Bataller, per Contes amb tinta blava[13]
- 2006: Vicent Enric Belda, per La llegenda de l'amulet de jade[14]
- 2007: Dolors Garcia i Cornellà, per Marvin, l'enllustrador de sabates[15]
- 2008: Lourdes Boïgues, per La mascota que no existia[16]
- 2009: Pep Castellano, per Bernat, el científic enamorat[17]
- 2010: Vicent Enric Belda, per El secret de Meritxell[18]
- 2011: Juan Emilio Gumbau González, per El viatge de Lluna a les muntanyes[19]
- 2012: Jordi Sierra i Fabra, per El dia que en Gluck va arribar a la Terra[20]
- 2013: David Navalón, per El guardià dels cinc secrets[21]
- 2014: Francesc Puigpelat, per El nen que va xatejar amb Jack Sparrow[2]
- 2015: Enric Lluch i Girbés, per Mònica, Tonet i l'home que sabia fabricar flautes de canya[22]
- 2016: Carles Cano, per El desbaratat conte dels fesols màgics[1]
- 2017: Ximo Cerdà, per Un mocador de pirata[23]
- 2018: Martín Piñol per Superbaguet
- 2019: Francesc Gisbert per El campament d’Aniràs i no Tornaràs
- 2020: Francesc Puigpelat per Cançons llunàtiques[24]
- 2021: Maria Josepa Payà per Mariola i la botiga de la font[25]
- 2022: Belén Balaguer i Segarra perQuè amaguen els camps?[26]